# Deinopa gyas
Deinopa gyas är en fjärilsart som beskrevs av William Schaus 1946. Deinopa gyas ingår i släktet Deinopa och familjen nattflyn. Inga underarter finns listade i Catalogue of Life.